# جيمس بيتر روبرتسون
جيمس بيتر روبرتسون هو عسكري كندي، ولد في 26 أكتوبر 1883 في Stellarton ‏ في كندا، وتوفي في 6 نوفمبر 1917 في باسيندالي في بلجيكا.